# ان‌جی‌سی ۴۴۵۱
ان‌جی‌سی ۴۴۵۱ (انگلیسی: NGC 4451) نام یک کهکشان در صورت فلکی دوشیزه است.